# Michał Ignacy Tyszkiewicz
Michał Ignacy Stretowicz Tyszkiewicz herbu Leliwa (zm. w 1655 roku) – sędzia ziemski połocki w latach 1644–1655, podsędek połocki w latach 1636–1644, pisarz ziemski połocki w latach 1617–1636, sędzia grodzki połocki w latach 1611–1617.
Poseł na sejm 1631 roku. Był elektorem Władysława IV Wazy z województwa połockiego w 1632 roku.